# Skimmertrollsländor
Skimmertrollsländor (Corduliidae) är en familj i underordningen egentliga trollsländor. De är ofta svarta eller mörkt bruna med nyanser av metalliskt grönt eller gult. Ögonen är stora och vanligtvis metalliskt gröna. Larven är som regel svart.
Typiskt för familjens medlemmar är det snabba flyget och långa ben. Vid parningen fångas honan under flyget av hannen och de sätter sig sedan på föremål. Honan lägger äggen vanligen på vattenytan. Larvernas utveckling varar i två till tre år.

## Systematik
För närvarande räknas 39 släkten till familjen, några av dessa listas nedan:
- Cordulia
- Dorocordulia
- Epitheca
- Helocordulia
- Idionyx
- Neurocordulia
- Somatochlora
- Williamsonia